# Csincsillafélék
A csincsillafélék (Chinchillidae) az emlősök (Mammalia) osztályába és a rágcsálók (Rodentia) rendjébe tartozó család.

## Előfordulásuk
A csincsillafélék Peruban, Bolíviában, Argentínában és Chilében élnek, az Andok hegyoldalain és fennsíkjain, 600-tól több mint 5000 méterig terjedő magasságban.

## Megjelenésük
Az állatok fej-törzs-hossza 35-50 centiméter, testtömege 800-8000 gramm. Bundájuk nagyon vastag és puha, kivéve a farok felső részének egy kis területét, ahol durvák a szőrök. A bunda színezete élőhelyének magasságól függ: a bunda felső részének színe változó, a sötétszürkétől a csokoládébarnáig, alsó része pedig fehér, világosszürke vagy sárga. Nincsenek koronaszőrök, így a heves esőzéstől az állatokat nem óvja semmi. A lábak vastagon párnázottak, így a csincsillafélék jól meg tudnak támaszkodni a sziklákon. Talpukon merev szőrszálak találhatók, ezek segítségével tisztítják bundáikat. Farkuk hosszú és bozontos; felfelé tekeredik a hegye felé, amely fekete vagy vörösesbarna. Farkuk, gyors futás közben kiegyenesedik és hátrafelé nyúlik. Az állatok nagy, lekerekített hegyű fülét mindenhol szőr fedi. Nagyon jól hallanak.

## Életmódjuk
Az állatok társas lények. A csincsillafélék növényevők, mindenekelőtt szívós fűfélékkel, zuzmókkal és mohával táplálkoznak. A szabad természetben körülbelül 3 évig élnek.

## Szaporodásuk
Az ivarérettséget egyéves korban érik el. A párzási időszak október–november között van. A vemhesség 140 napig tart. Évente 1 utód születik. A kölyök már kezdettől fogva képes szilárd táplálékot magához venni. Ha az utód elpusztul, a nőstény néha másodszor is vemhes lesz.

## Rendszerezés
A családba 6 nem és 8 recens faj tartozik:
- Chinchillinae
  - Chinchilla Bennett, 1829 – 2 faj
  - Lagidium Meyen, 1833 – 4 faj
- Lagostominae
  - Lagostomus Brookes, 1828 – 2 faj
  - †Pliolagostomus
  - †Prolagostomus
- Bizonytalan helyzetű
  - †Eoviscaccia

## Képek

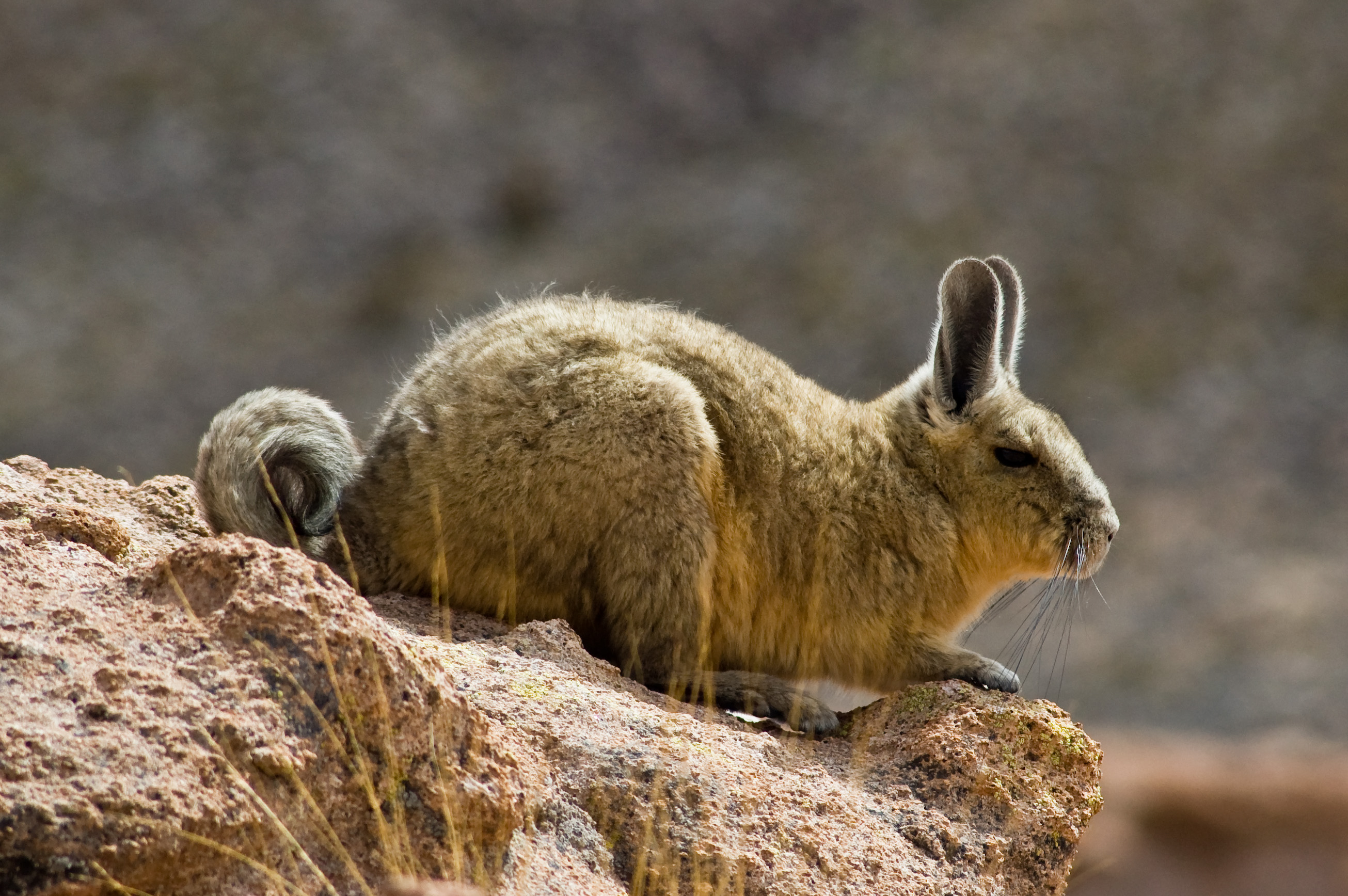
Déli macskanyúl (Lagidium viscacia)
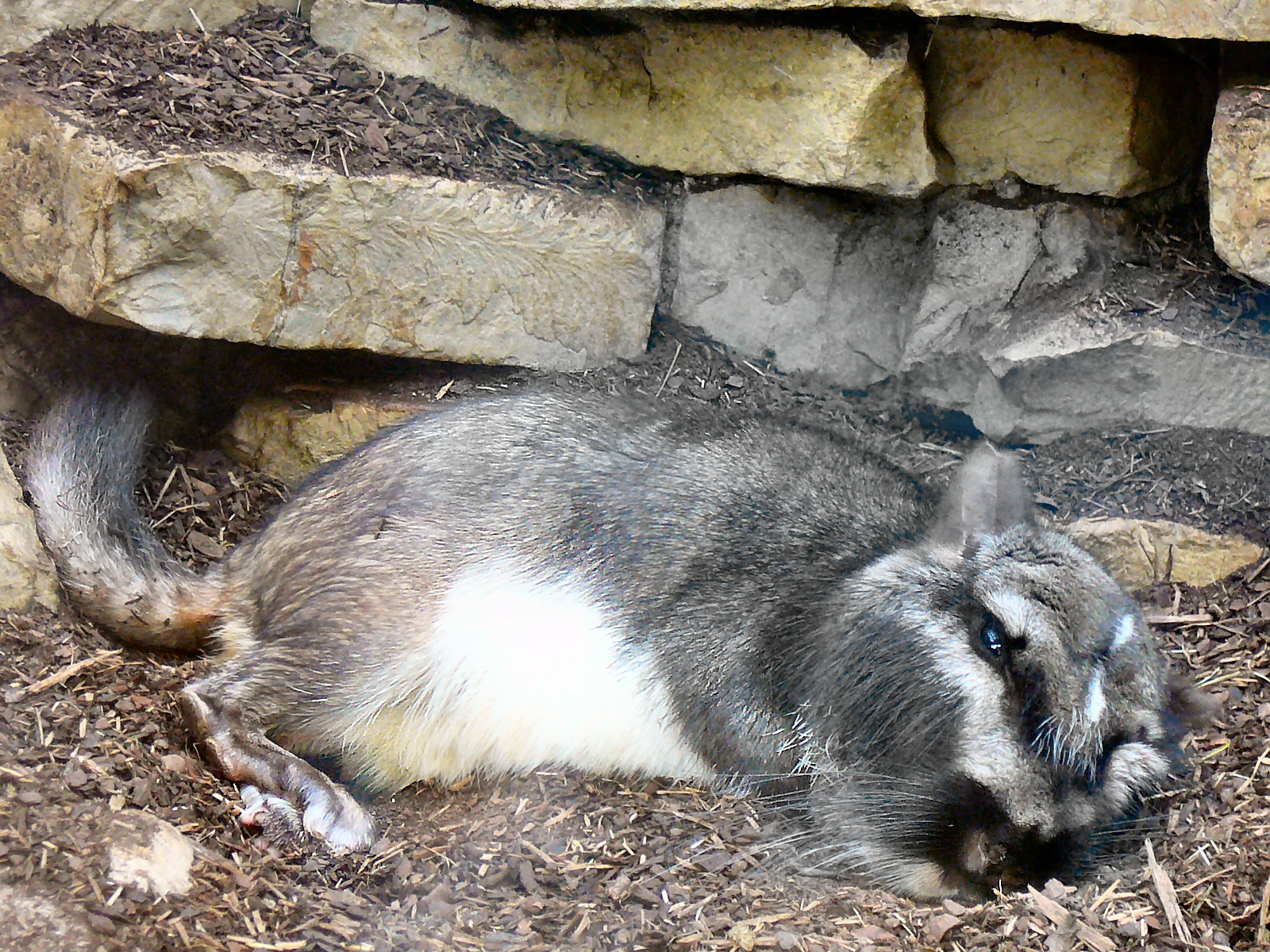
Pampaszinyúl (Lagostomus maximus)